# ديانا ليو
ديانا ليو بالإنجليزية ( Dyana Liu ) هي ممثلة ولدت في 29 يوليو/حزيران 1981 في مدينة تايبيه , تايوان اشتهرت بدور سوكي ساتو في مسلسل تاور بريب

## نشأتها وحياتها
ولدت في تايبيه , تايوان سن الخامسة بدأت العزف على البيانو الكلاسيكي ,ولم تسعى للمتثيل حتى الكلية  دخلت جامعة بنسلفانيا وفي أثناء الدراسة كانت تمثل في (Walnut Street Theatre) بعد تخرجها من الجامعة عادت إلى إيثاكا قبل ان تنتقل إلى لوس انجلوس لتمارس مهنة التمثيل

## روابط خارجية
- ديانا ليو على موقع IMDb (الإنجليزية)
- ديانا ليو على موقع ألو سيني (الفرنسية)
- ديانا ليو على موقع قاعدة بيانات الفيلم (الإنجليزية)
- ديانا ليو على موقع كينوبويسك (الروسية)